# Nicholas Kemeys
Nicholas Kemeys (ur. ok. 1593, zm. 1648) – walijski urzędnik i dowódca. W 1641 został nobilitowany przez króla. W rok później został baronetem. Był królewskim administratorem południowo-wschodniej Walii. Według przekazów był bardzo wysoki i dobrze zbudowany. W 1644 Charles Gerard usunął Kemeysa z funkcji gubernatora Cardiff za kwestionowanie jego decyzji fiskalnych. Kemeys został nawet na krótko uwięziony. Po wybuchu wojny domowej został dowódcą załogi zamku Chepstow. Bronił twierdzy, chociaż pobliskie miasto zostało zdobyte przez Olivera Cromwella. Zginął, gdy oddziały Isaaca Ewera przypuściły szturm na fortecę. 
Poeta Dafydd Morgan napisał o nim epos zatytułowany An Epic Poem on Sir Nicholas Kemeys, the Captor and Defender of Chepstow Castle.